# Haplidia villigera
Haplidia villigera är en skalbaggsart som beskrevs av Hermann Burmeister 1855. Haplidia villigera ingår i släktet Haplidia och familjen Melolonthidae. Inga underarter finns listade i Catalogue of Life.